# Edzná

Edzná est un site archéologique maya du puuc ancien au Campeche. Il contient l'un des rares exemples au Yucatán de pyramide maya dont les étages sont pourvus de chambres voûtées.
Dans le temple de « la maison des grimaces », il y a cinq paliers successifs.
A Edznà fut découvert un petit autel cylindrique -représentant une femme de haut rang en partie supérieure- un colibri entre des fleurs qui représentent la fertilité.

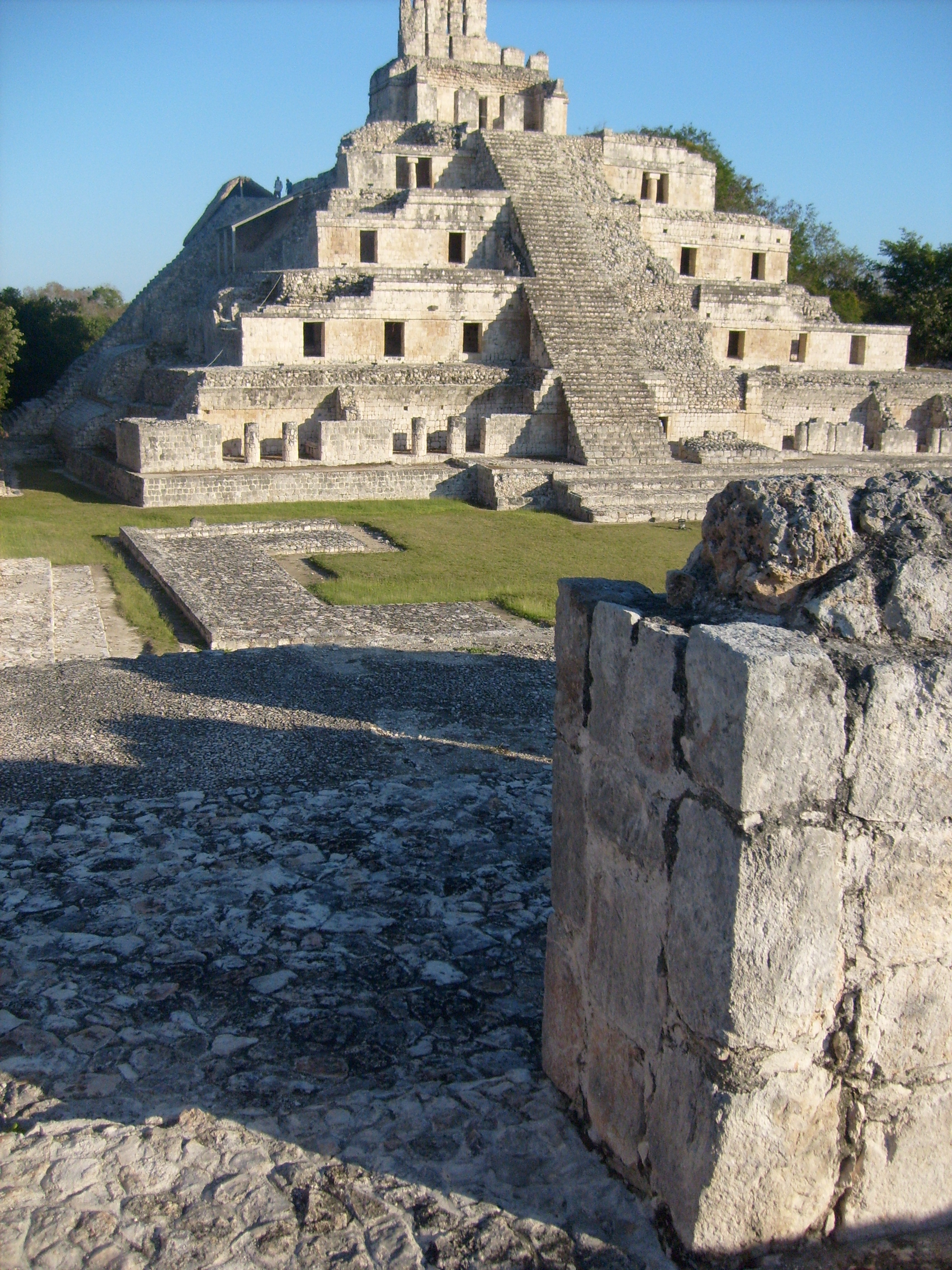
Site d'Edzná
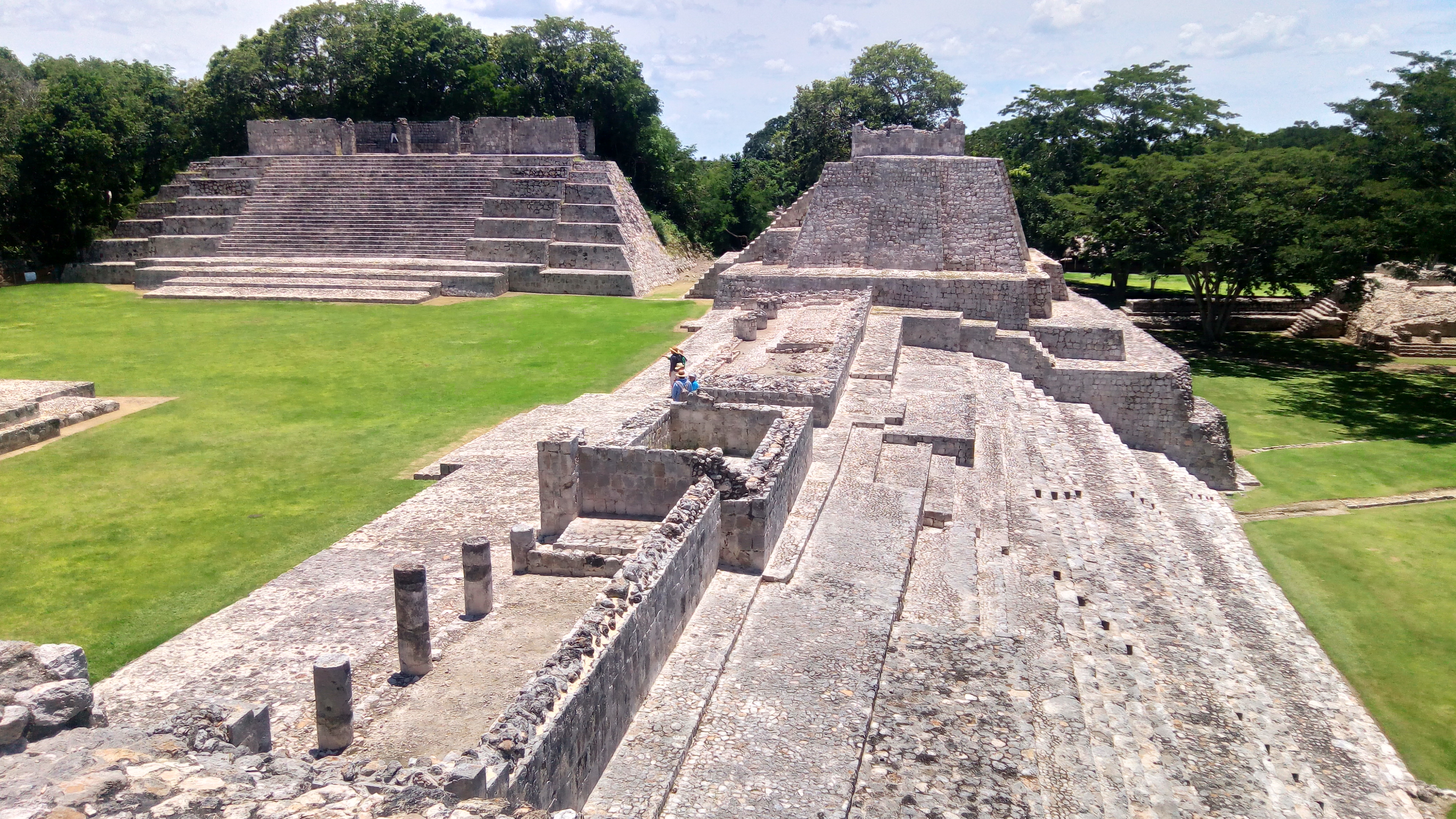
Edzna, Temple Nord-Est (la vieja hechicera)
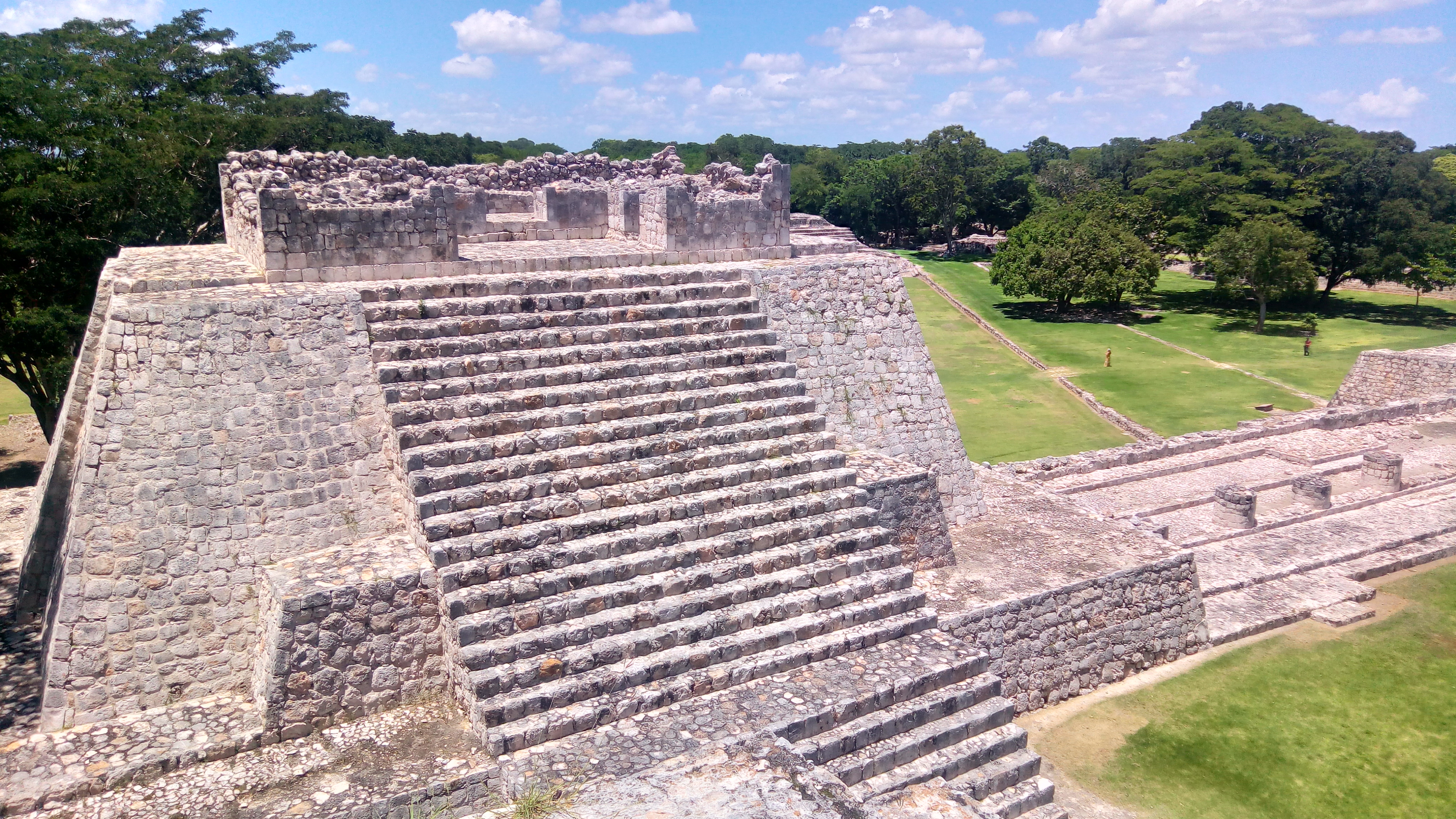
Edzna, Temple Nord-Est

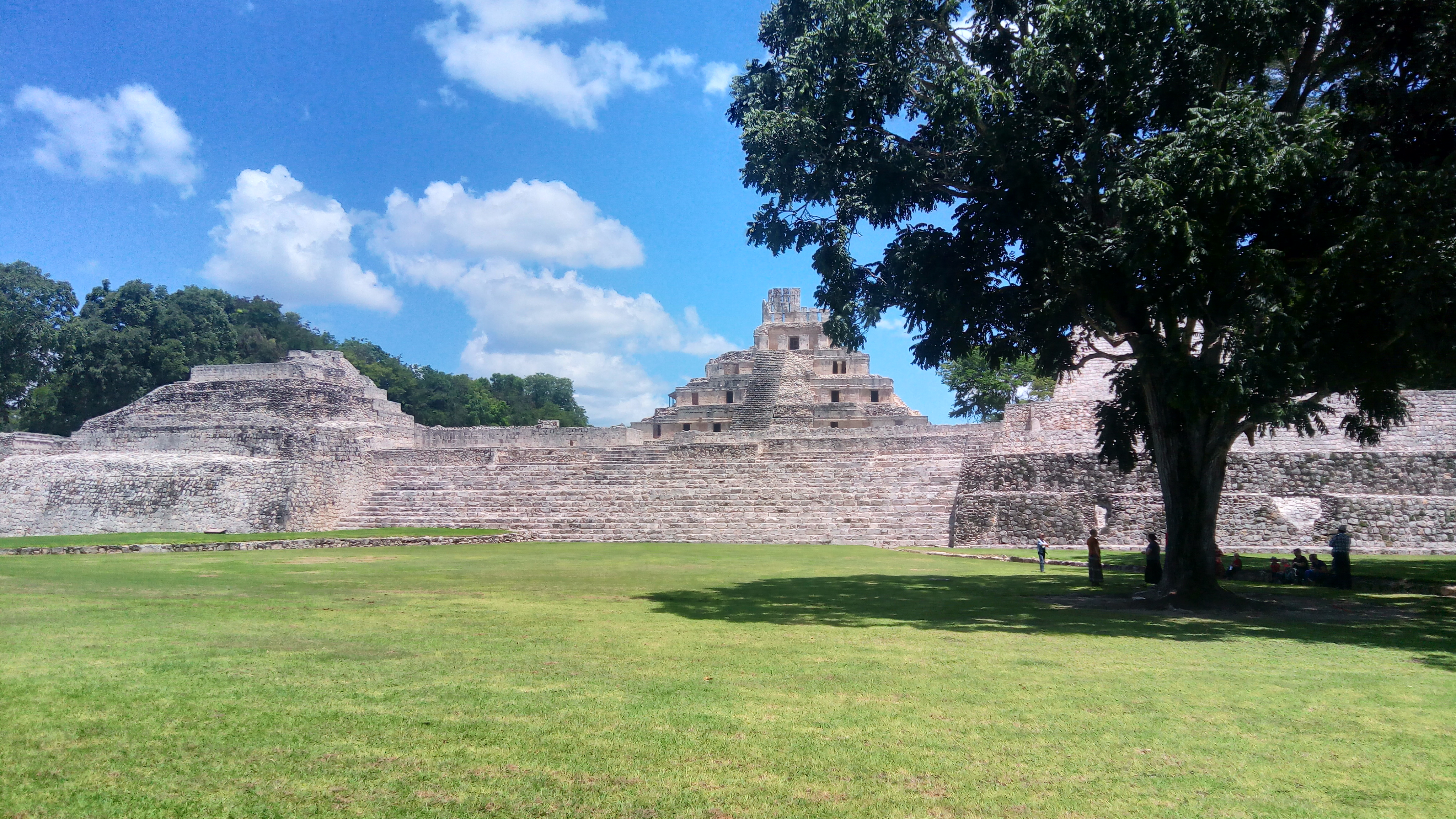
Edzna, Templo noreste y Templo de los cinco pisos
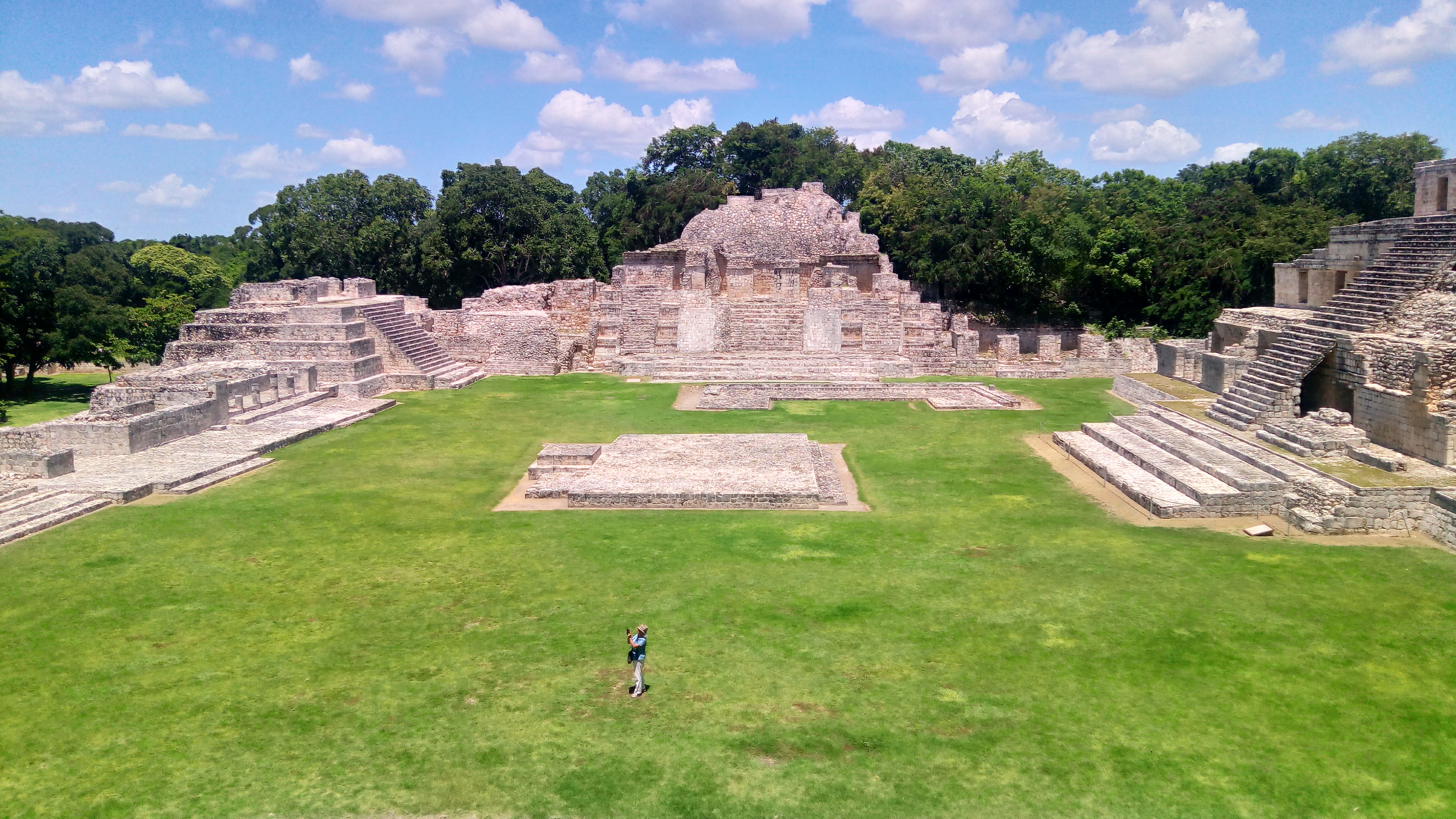
Edzna, Altar con picota
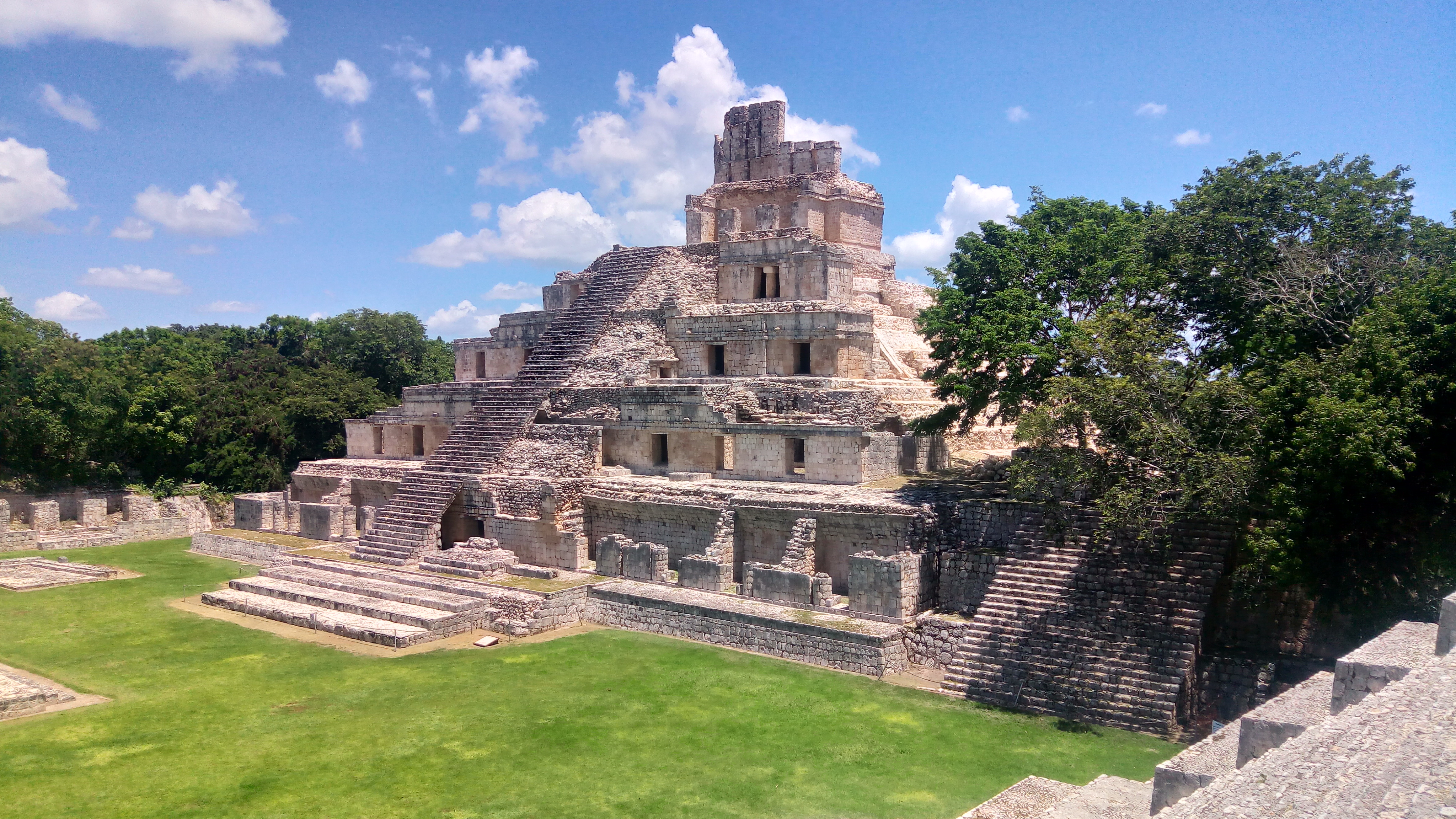
Edzna, Templo de los cinco pisos